# Épilateur électrique
 (octobre 2011).
Si vous disposez d'ouvrages ou d'articles de référence ou si vous connaissez des sites web de qualité traitant du thème abordé ici, merci de compléter l'article en donnant les références utiles à sa vérifiabilité et en les liant à la section « Notes et références ».

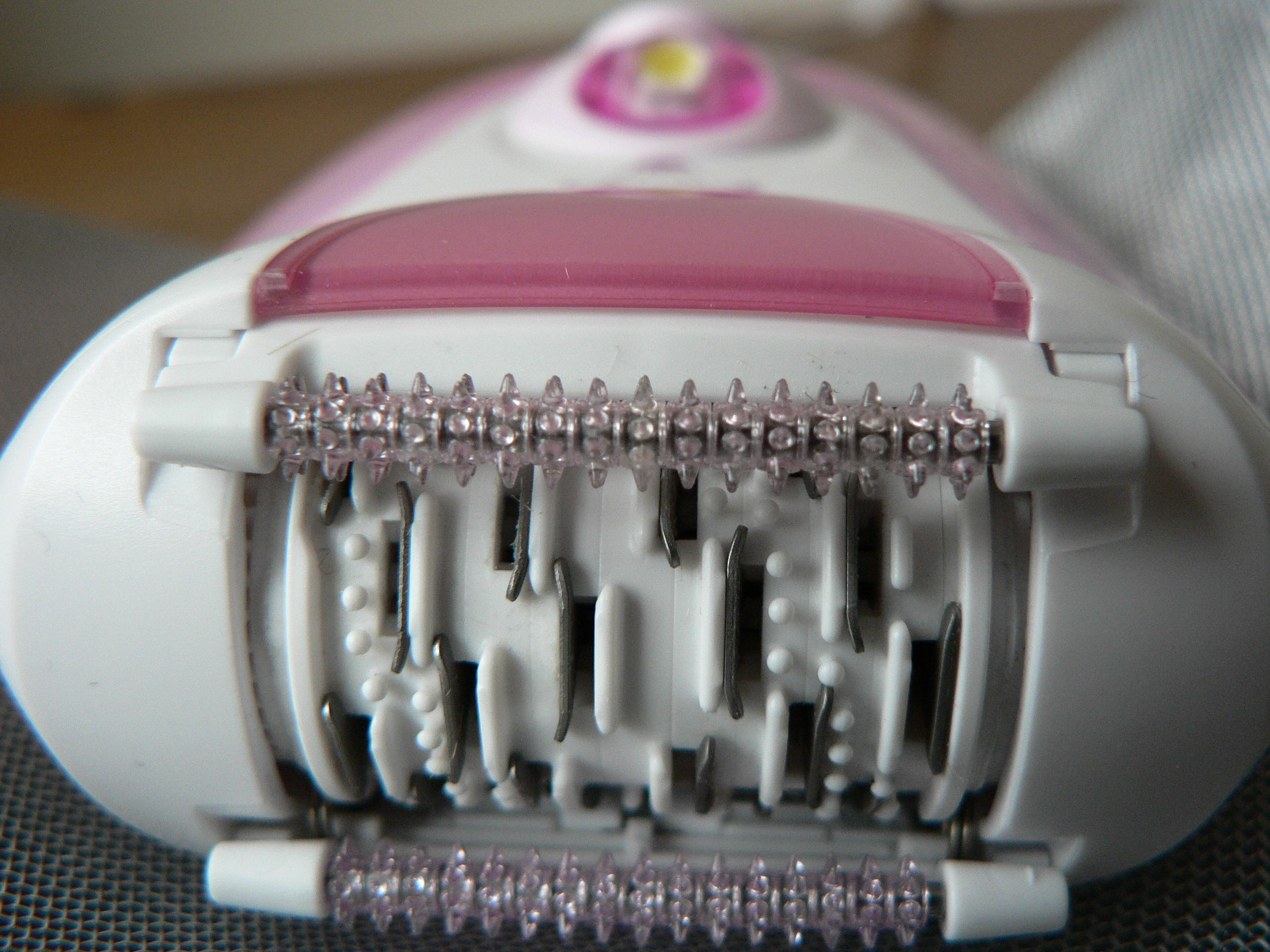
Détail d'un épilateur électrique.

Un épilateur électrique est un petit appareil électroménager destiné à l’entretien du corps et servant à épiler les poils ou follicules pileux des jambes, des bras, des aisselles, du pubis (communément appelé zone du maillot ou encore bikini), et également du visage. Le premier épilateur électrique, Epilady, commercialisé en 1986 par la société Mepro du kibboutz Hagoshrim, a été créé par deux ingénieurs israéliens, Yair Dar et Shimon Yahav,.

## Fonctionnement
Le principe d’un épilateur électrique est d’extraire les poils à la racine. Pour cela, les épilateurs sont munis de petites pincettes capables d’attraper et de serrer le poil afin de le retirer entièrement. Ces pincettes sont disposées sur une tête tournante qui vient en contact avec la zone du corps à traiter.
Le nombre d’extractions qu’un épilateur électrique peut réaliser est fonction du nombre de pincettes et du nombre de tours par minute de la tête. Ainsi, les épilateurs les plus performants peuvent assurer jusqu'à 80 000 extractions par minute[réf. nécessaire].  
Les fabricants ont doté les épilateurs électriques de différentes fonctionnalités, parmi lesquelles on peut trouver :
- Système d'éclairage
- Têtes pivotantes
- Usage sous l'eau
- Systèmes antidouleur
- Massage à haute fréquence
- Souffle d'air frais pulsé
- Billes de massage antidouleur
- Système d'exfoliation de la peau
- Usage en autonomie et sous secteur